# دیزج تلخاج
دیزج تلخاج یکی از روستاهای استان آذربایجان شرقی است که در دهستان بزکش بخش مرکزی شهرستان اهر واقع شده‌است، و ۱۵۰ تن سکنه دارد.